# Mariana Klaveno
Mariana Klaveno est une actrice américaine née le 25 octobre 1979 à Endicott, dans l'État de Washington (États-Unis).

## Biographie
Elle est connue pour tenir le rôle de Lorena Krasiski dans la série True Blood.
En octobre 2010, après trois ans de relation, elle annonce ses fiançailles avec son petit-ami, Luis Patino, un étudiant en droit à l'UCLA.
Avant de connaître son actuel fiancé, Mariana a eu une relation amoureuse avec l'acteur Wentworth Miller, l'ex-star de la série Prison Break.

## Filmographie

### Cinéma
- 2004 : Gamebox 1.0 : Michelle
- 2006 : The Lifestyle (Court-métrage) : Trixie
- 2007 : First Period (Court-métrage) : Ms. Hendricks
- 2008 : SideWalk Situations (Rose Meets Flora) (Court-métrage) : Rose
- 2012 : The Carrier (Court-métrage) : Amanda
- 2013 : Roar (Court-métrage) : Ellen Warren
- 2013 : No God, No Master : Louise Berger
- 2014 : The All-Nighters (Court-métrage) : Grace
- 2015 : West of Redemption : Becky
- 2017 : Aftermath : Eve
- 2020 : Language Arts : Sylvie McGucken
- 2020 : A Place Among the Dead : MK

### Télévision
- 2004 : The Keepers (Série TV) : La patronne
- 2004 : Good Girls Don't (Série TV) : Mercedes
- 2005 : Alias (Série TV) : Une jeune femme
- 2006 : Dernier Recours (In Justice) (Série TV) : Carolyn Hunter
- 2006 : Toute une vie à aimer (Though None Go with Me) (Téléfilm) : Carrie
- 2006 : Standoff : Les Négociateurs (Série TV) : Kari Nichols
- 2006 : Laws of Chance (Série TV) : Allison Mayner
- 2007 : L'Empreinte du passé (While the Children Sleep) (Téléfilm) : Abby Reed
- 2007 : Vol 732 : Terreur en plein ciel (Final Approach) (Téléfilm) : Gwen Harris
- 2007 : K-Ville (Série TV) : Kelly Vert
- 2008 : Urgences (ER) (Série TV) : Rebecca
- 2008-2012 : True Blood (Série TV) : Lorena Krasiski
- 2011 : Innocent (Téléfilm) : Anna Vostick
- 2011 : Hawaii 5-0 (Série TV) : Julie Masters
- 2011 : Criminal Minds: Suspect Behavior (Série TV) : Veronica Day
- 2011 : Dexter (Série TV) : Carissa Porter
- 2012 : Undercovers (Série TV) : Ivarra
- 2013 - 2016 :  Devious Maids (Série TV) : Peri Westmore
- 2014-2015 : Stalker (Série TV) : Janice Lawrence
- 2016 : Full Circle (Série TV) : Angela Mancuso
- 2016-2017 : Designated Survivor (Série TV) : Brooke Mathison
- 2020 : Doom Patrol (Série TV) : Valentina
- 2022-2023 : Superman et Loïs (Série TV) : Lara Lor-Van
- 2025 : Tracker : Alice Baer (saison 2, épisode 12)